# Greatest Hits (album de Guns N' Roses)
Pour les articles homonymes, voir Greatest Hits.
Albums de Guns N' Roses
Live Era: '87-'93
(1999) Chinese Democracy
(2008)
Greatest Hits est une compilation qui regroupe tous les succès du groupe Guns N' Roses. L'album est sorti le 23 mars 2004 sous le label Geffen Records.
Greatest Hits regroupe 13 des titres les plus populaires du groupe Guns N' Roses, 3 chansons de Appetite for Destruction, 1 de G N' R Lies, 3 de Use Your Illusion I, 4 de Use Your Illusion II et 2 de The Spaghetti Incident?. On retrouve aussi sur l'album une chanson inédite, Sympathy for the Devil. C'est une reprise du groupe The Rolling Stones que Guns N' Roses avait enregistré pour la bande originale du film Entretien avec un vampire.
Le CD paraît égratigné mais ce n'est qu'un concept d'épines de roses.
À savoir qu'aucun membre du groupe n'avait signé cet album. Axl Rose et les anciens membres de Guns N' Roses avaient déposé une plainte pour tenter d'empêcher la sortie de l'album.
Aujourd'hui, 9,8 millions d'exemplaires ont été vendus dans le monde.[réf. nécessaire]

## Liste des titres
| No  | Titre                                                  | Album original                         | Durée |
| --- | ------------------------------------------------------ | -------------------------------------- | ----- |
| 1.  | Welcome to the Jungle (Axl Rose, Slash)                | Appetite for Destruction               | 4:32  |
| 2.  | Sweet Child O' Mine (Rose, Slash, Izzy Stradlin)       | Appetite for Destruction               | 5:58  |
| 3.  | Patience (Stradlin)                                    | G N' R Lies                            | 5:56  |
| 4.  | Paradise City (Rose, Duff McKagan, Slash, Stradlin)    | Appetite for Destruction               | 6:52  |
| 5.  | Knockin' on Heaven's Door (Bob Dylan)                  | Use Your Illusion II                   | 5:35  |
| 6.  | Civil War (Rose, Slash, McKagan)                       | Use Your Illusion II                   | 7:41  |
| 7.  | You Could Be Mine (Rose, Stradlin)                     | Use Your Illusion II                   | 5:35  |
| 8.  | Don't Cry (Original Version) (Rose, Stradlin)          | Use Your Illusion I                    | 4:51  |
| 9.  | November Rain (Rose)                                   | Use Your Illusion I                    | 8:57  |
| 10. | Live And Let Die (McCartney, McCartney)                | Use Your Illusion I                    | 3:02  |
| 11. | Yesterdays (Rose, McCloud, James, Arkeen)              | Use Your Illusion II                   | 3:18  |
| 12. | Ain't It Fun (Laughner, Cheetah Chrome)                | The Spaghetti Incident?                | 5:10  |
| 13. | Since I Don't Have You (Rock, Beaumont, The Skyliners) | The Spaghetti Incident?                | 4:18  |
| 14. | Sympathy for the Devil (Mick Jagger, Keith Richards)   | Bande son de Entretien avec un vampire | 7:38  |

## Formation
- Axl Rose - Chant
- Slash - Guitare solo
- Duff McKagan - Basse électrique
- Izzy Stradlin - Guitare rythmique
- Steven Adler - Batterie
- Matt Sorum - Batterie
- Gilby Clarke - Guitare rythmique
- Dizzy Reed - piano, claviers, synthétiseur, chœurs
- Paul Tobias - Guitare rythmique